# 367
367 foi um ano comum do século IV que teve início e terminou a uma segunda-feira, segundo o Calendário Juliano. A sua letra dominical foi G.
| Ano completo                         |
| ------------------------------------ |
| Ano comum com início à segunda-feira |